# You Make Loving Fun
"You Make Loving Fun" é uma canção da banda de rock anglo-americana Fleetwood Mac escrita pela vocalista e tecladista Christine McVie. Cantada por ela, a canção foi o quarto single retirado do álbum Rumours, de 1977, e a quarta consecutiva a entrar no Top 10 da Billboard. É um dos mais duradouros hits do Mac e atingiu o nº 9 da Billboard Hot 100 no ano de seu lançamento.
Gravada para Rumours em fins de 1976, num período de grande turbulência emocional entre os membros da banda devido às brigas e separações entre os casais McVie-McVie e Buckingham-Nicks, ela foi inspirada no relacionamento que McVie estava mantendo com o diretor de iluminação do Mac, Curry Grant, após sua separação do marido de oito anos, o baixista John McVie.
A canção, incluída em várias compilações posteriores de sucessos do Mac, é um marco nos concertos da banda e foi tocada em virtualmente todas as turnês em que Christine esteve com o Fleetwood Mac, entre fins de 1976 e 1997, um ano antes dela deixar a banda e se retirar da vida artística.